# Ribulose-phosphate 3-épimérase
Cet article court présente un sujet plus développé dans : phosphopentose épimérase.
La ribulose-phosphate 3-épimérase, également appelée phosphopentose 3-épimérase ou PPE, est une épimérase de la voie des pentoses phosphates et du cycle de Calvin qui catalyse la réaction :
|                      | {\displaystyle \rightleftharpoons } |                      |
| Ribulose-5-phosphate |                                     | Xylulose-5-phosphate |